# 와카사정 (후쿠이현)
와카사정(일본어: 若狭町)은 일본 후쿠이현 미카타카미나카군의 정이다.
2005년 3월 31일에 미카타군 미카타정과 오뉴군 가미나카정이 합병해 탄생했고 합병시에 미카타카미나카군을 신설해 이 군에 속하는 유일한 지자체가 되었다. 오뉴군은 나카군으로도 불리며 와카사의 중심적 지역이었다. 가미나카가 나카군의 상류 지역이며 시모나카가 현 오바마시이다.

## 인접한 자치체
- 후쿠이현
  - 오바마시
  - 미하마정

- 시가현
  - 다카시마시

## 역사
- 1953년 4월 - 하치촌·니시다촌이 합병해 미카타정이 탄생하였다.
- 1954년 1월 - 노키촌·미야케촌·구마가와촌·우류촌·도바촌이 합병해 가미나카정이 탄생하였다.
- 2005년 3월 31일 - 미카타정과 가미나카정이 합병해 와카사정이 탄생하였다.

## 교통

### 철도
- 서일본 여객철도 오바마선

### 도로
- 국도 27호선
- 국도 162호선
- 국도 303호선